# Harpactea incerta
Harpactea incerta là một loài nhện trong họ Dysderidae.
Loài này thuộc chi Harpactea. Harpactea incerta được miêu tả năm 1979 bởi Brignoli.